# Marc Sergeant
Marc Sergeant, född 16 augusti 1959 i Aalst, är en tidigare professionell tävlingscyklist från Belgien. Han vann en etapp på Tour de France 1987 och vann de belgiska nationsmästerskapen i linjelopp 1986. Under sin karriär vann han cirka 20 tävlingar. Sergeant var professionell mellan 1985 och 1996. Sedan han avslutat sin karriär har han jobbat som manager. Numera leder han det belgiska cykelstallet Silence-Lotto, tidigare har han också haft samma arbete för Mapei-Quick Step.
Marc Sergeant deltog i de Olympiska sommarspelen 1980, han och det belgiska laget slutade på 16:e plats i 100 kilometers lagtempolopp.

## Meriter
1981
1:a, Belgiska amatörmästerskapen
1982
1:a, Vuelta a Andalucía
1:a, etapp 3, Vuelta a Andalucía
1:a, etapp 6, Dunkirks fyradagars
2:a, Grand Prix Eddy Merckx
7:a, Paris-Roubaix
9:a, Flandern runt
1983
1:a, Londerzeel
2:a, Nationsmästerskapen
3:a, Flandern runt
32:a, Giro d'Italia
1984
1:a, etapp 5, Schweiz runt
1:a, Brasschaat & Roeselare
3:a, Dwars door Vlaanderen
3:a, Grand Prix Eddy Merckx
3:a, Belgien runt
48:a, Tour de France
1985
1:a, Oostkamp & Temse
2:a, Kuurne-Bryssel-Kuurne
10:a, Amstel Gold Race
59:a, Tour de France 1985
1986
1:a, Nationsmästerskapen
1:a, etapp 3, Étoile de Bessèges
1:a, Aalst & Gingelom
2:a, Le Samyn
2:a, Étoile de Bessèges
2:a, Belgien runt
6:a, Liège-Bastogne-Liège
7:a, Paris-Roubaix
8:a, Amstel Gold Race
10:e, Romandiet runt
16:e, Världsmästerskapen - linjelopp
1987
1:a, etapp 5, Tour de France 1987
1:a, etapp 2, Ronde van Nederland
1:a, Profronde van Almelo
1:a, Herselt
2:a, Ronde van Nederland
3:a, E3 Prijs Vlaanderen
5:a, Flandern runt
7:a, Paris-Roubaix
19:e, Världsmästerskapen - linjelopp
1988
1:a, Druivenkoers Overijse
1:a, etapp 1, Bicicleta Eibarresa
1:a, etapp 6, Ronde van Nederland
1:a, Geraardsbergen
5:a, Paris-Roubaix
5:a, Amstel Gold Race
6:a, Flandern runt
6:a, Paris-Vimoutiers
29:e, Världsmästerskapen - linjelopp
33:e, Tour de France 1988
1989
1:a, Oostrozebeke
3:a, E3 Prijs Vlaanderen
6:a, Flandern runt
61:e, Tour de France 1989
1990
3:a, Dwars door Vlaanderen
5:a, Wincanton Classic
62:e, Tour de France 1990
1991
8:a, Paris-Roubaix
10:e, Flandern runt
81:a, Tour de France 1991
1992
1:a, De Haan
3:a, etapp 17, Tour de France 1992
66:e, Tour de France 1992
1993
4:a, Flandern runt
7:a, Paris-Roubaix
69:a, Tour de France 1993
1994
2:a, Dwars door Vlaanderen
8:a, Flandern runt

## Stall

### Cyklist
- 1980 Gazelle-Campagnolo
- 1981-1982 Boule d'Or
- 1983 Europ Decor-Dries
- 1984 Europ Decor-Boule d'Or
- 1985-1986 Lotto-Merckx
- 1987 Hitachi
- 1988 Hitachi-Bosal
- 1989 Hitachi
- 1990-1992 Panasonic-Sportlife
- 1993-1994 Novemail-Histor
- 1995-1996 Lotto-Isoglass

### Manager/Sportdirektör
- 1999-2000 Mapei-Quick Step
- 2001-2002 Domo-Farm Frites
- 2003-2004 Lotto-Domo
- 2005-2006 Davitamon-Lotto
- 2007 Predictor-Lotto
- 2008-2009 Silence-Lotto
- 2010- Omega Pharma-Lotto